# Luc Caals
Lucas Anna August (Luc) Caals (Schoten, 11 augustus 1952) is een Vlaams acteur, komiek en presentator.

## Levensloop
De eerste bekendheid van Luc Caals kwam met het orkestje "The New Born". In 1974 begeleidde hij eventjes de zangeres Micha Marah.
Naast zanger was Luc Caals vanaf 1980 ook 16 jaar lang artistiek directeur van Bredene Palace. In het spoor van zijn collega's-cabaretiers Staf Permentier, Lou Marcel en Gust Lancier werkte hij eind jaren 80 en de eerste helft van de jaren 90 in het programma van Bobbejaan Schoepen in het amusementspark Bobbejaanland.
Aan het begin van de jaren 90 van de 20e eeuw werd hij bekend door het Echt Antwaarps Teater. Daarna kwamen verschillende rollen in theater en op VTM, waar hij te zien was in onder andere Lili en Marleen, Familie, Bompa, Pa heeft een lief en Kabouter Plop. In die laatste serie speelt hij de rol van Kabouter Smul. Als Kabouter Smul was Caals verscheidene keren op het witte doek en in het theater te bewonderen en speelde in verschillende specials mee. Ook gaf hij enkele jaren als Kabouter Smul soloshows in Plopsaland De Panne en in Plopsa Indoor Hasselt. Hij speelt ook Paul Van Os in de Vlaamse serie Matroesjka's 2. Hij had ook een gastrol in Crimi Clowns. In 2018 speelde hij een gastrol als Adelbert Dockx in de film De Collega's 2.0.
Wanneer Luc Caals niet te zien is op de televisie, houdt hij zich bezig met zijn theaterprogramma Caals en Van Vooren.
Sinds 2007 vindt iedere zomer in Middelkerke de "Caals Comedy Club" plaats.

## Televisie
- Bompa (1989) - als directeur van Leo
- Ramona (1991) - als politieagent
- Lili en Marleen (1995-1998, 2006, 2010) - als dikke Louis
- Chez Bompa Lawijt (1996) - als Hector Vandeneynde
- Het mooiste moment (1997) - als dikke Louis
- Kabouter Plop (1998-2007, 2010-2011, 2013) - als kabouter Smul
- Samson en Gert (1998) - als inspecteur van de minister
- De Makelaar (1999) - als dj
- Pa heeft een lief (2000) - als Fernand van Bom
- Spoed (2001) - als Walter Huygens
- Samson en Gert (2003) - als agent
- Familie (2006) - als Prosper
- Zone Stad (2007) - als Geert Roesems
- Matroesjka's (2008) - als Paul van Os
- Neveneffecten (2008) - als zichzelf
- De schuld van de VTM (2009) - als zichzelf
- Zonde van de zendtijd (2010) - als zichzelf
- Mega Mindy (2011) - als dikke boef
- Quiz Me Quick (2012) - als voorzitter voetbalploeg
- Crimi Clowns (2014) - als Maurice

## Film
- Plop in de Wolken (2000) - als kabouter Smul
- Plop en de Toverstaf (2003) - als kabouter Smul
- 10 jaar Plop (2007) - als kabouter Smul
- Plop en de Kabouterpaashaas (2010) - als kabouter Smul
- Plop en Prins Carnaval (2011) - als kabouter Smul
- Crimi Clowns: De Movie (2013) - als Maurice
- Plop en de Kabouterkermis (2013) - als kabouter Smul
- De Collega's 2.0 (2018) - als Adelbert Dockx

## Discografie
| Titel                                        | Jaar     | Soort |
| -------------------------------------------- | -------- | ----- |
| Voor Alie                                    | 1977     | Vinyl |
| Lachen geblazen met Luc Caals en Will Sompel | 1979     | Vinyl |
| Luc Caals                                    | 1980     | Vinyl |
| Showtime                                     | 1982     | Vinyl |
| Sing A Song                                  | 1984     | Vinyl |
| Lachen Geblazen (met Will Sompel)            | 1985     | Vinyl |
| Falling In Love                              | 2008     | CD    |
| MuziCaals                                    | onbekend | CD    |

| Titel                                                  | Jaar     | Soort |
| ------------------------------------------------------ | -------- | ----- |
| Jordaanwals / Geef mij maar Amsterdam                  | 1982     | Vinyl |
| Samen Uit / Stay With Me                               | 1984     |       |
| Lynnbada (Ik Ben Verliefd Op Lynn)                     | 1990     | Vinyl |
| Sun Fun                                                | 1990     | Vinyl |
| Ik ben zo oud als ik me voel                           | 1991     | Vinyl |
| Ja laat ons drinken                                    | 1993     | CD    |
| De wereld draait maar door (met Margriet Hermans)      | 2000     | CD    |
| Waarom voel ik nog steeds                              | 2006     | CD    |
| Jij denkt maar dat je alles mag van mij                | 2010     | CD    |
| Karnaval in Oostende / Karnaval Samba (met De Kloeffe) | onbekend | Vinyl |
| Karnaval in Oostende                                   | onbekend | Vinyl |
| Vrijgezel                                              | onbekend | Vinyl |

| Titel                        | Jaar |
| ---------------------------- | ---- |
| Blijf Vannacht Bij Mij       | 2017 |
| Mama Kom Je Kijken           | 2017 |
| Ik Zie Een Ster (met Ingrii) | 2021 |